# Gestreepte heggenmus
De gestreepte heggenmus (Prunella strophiata) is een zangvogel uit de familie van heggenmussen (Prunellidae).

## Verspreiding en leefgebied
De soort telt twee ondersoorten:
- P. s. jerdoni: oostelijk Afghanistan en de westelijke Himalaya.
- P. s. strophiata: van centrale en oostelijke Himalaya tot centraal China en noordelijk Myanmar.